# Список чемпіонів України з футболу
Прем'єр-ліга (до 2008 року – Вища Ліга) є провідним, першим за рангом футбольним змаганням серед професійних клубів в Україні.  До 1992 року українські клуби змагалися в різних футбольних дивізіонах СРСР: відбувалися змагання і на рівні СРСР, і на рівні УРСР. Перший національний чемпіонат незалежної України відбувся в 1992 році (формат того турніру відрізнявся від сучасного; в ньому були дві групи, найкращі команди яких розігрували між собою титул в наступному раунді); першим чемпіоном став кримський клуб «Таврія». Після цього настала гегемонія футбольного клубу «Динамо». Третьою командою, яка спромоглася завоювати титул чемпіона України, став «Шахтар».
У даному списку наведені усі чемпіони незалежної України. Про чемпіонів УРСР дивіться відповідний список.

## Чемпіони

### Легенда
| М | кількість зіграних матчів   | В | кількість виграних матчів | П  | кількість програних матчів | Н | кількість нічийних матчів           |
| О | кількість очок в чемпіонаті | З | кількість забитих голів   | Пр | кількість пропущених голів | Р | різниця забитих та пропущених голів |

### Вища ліга (1992—2008)
| Сезон     | Переможець турніру | Титул | Гравці, задіяні за команду | Тренер | Статистика | Статистика | Статистика | Статистика | Статистика | Статистика | Статистика | Статистика | Виноски |
| Сезон     | Переможець турніру | Титул | Гравці, задіяні за команду | Тренер | М          | В          | Н          | П          | О          | З          | Пр         | Р          | Виноски |
| --------- | ------------------ | ----- | --- | --- | ---------- | ---------- | ---------- | ---------- | ---------- | ---------- | ---------- | ---------- | ------- |
| 1992      | «Таврія»           | 1     | Дмитро Гуленков, Олег Колесов, Дмитро Смирнов, Сергій Воронежський, Олександр Головко, Сефер Алібаєв, Ігор Волков, Відмантас Вишняукас, Микола Турчиненко, Юрій Гетиков, Сергій Єсін, Юрій Михайлус, Андрій Опарін, Олександр Кунденок, Владислав Новіков, Сергій Андрєєв, Талят Шейхаметов, Сергій Шевченко, Сергій Гладишев, Юрій Гудименко, Марат Мулашев | Анатолій Заяєв                                                                                              | 18         | 11         | 6          | 1          | 28         | 30         | 9          | +21        | [ 1 ]   |
| 1992—1993 | «Динамо»           | 1     | Ігор Кутепов, Вальдемарас Мартінкенас, Сергій Шматоваленко, Олег Лужний, Андрій Анненков, Віталій Пономаренко, Анатолій Дем'яненко, Микола Зуєнко, Андрій Алексаненков, Анатолій Безсмертний, Ігор Панкратьєв, Ерванд Сукіасян, Сергій Заєць, Ахрік Цвейба, Віктор Бєлкін, Юрій Мороз, Олег Волотек, Сергій Ребров, Андрій Зав'ялов, В'ячеслав Хруслов, Сергій Ковалець, Степан Беца, Дмитро Топчієв, Володимир Шаран, Павло Яковенко, Сергій Мізін, Павло Шкапенко, Віталій Мітненко, Віктор Леоненко, Юрій Грицина | Йожеф Сабо (листопад-грудень 1992), Михайло Фоменко                                                         | 30         | 18         | 8          | 4          | 44         | 59         | 14         | +45        | [ 2 ]   |
| 1993—1994 | «Динамо»           | 2     | Олександр Шовковський, Ігор Кутепов, Андрій Ковтун, Олег Лужний, Віталій Пономаренко, Анатолій Безсмертний, Сергій Федоров, Андрій Анненков, Сергій Шматоваленко, Владислав Ващук, Андрій Хомин, Сергій Ребров, Максим Деменко, Сергій Ковалець, Володимир Шаран Владислав Прудіус, Дмитро Топчієв, Андрій Зав'ялов, В'ячеслав Хруслов, Сергій Мізін, Олександр Призетко, Віталій Мітненко, Віктор Леоненко, Юрій Грицина, Михайло Джишкаріані, Павло Шкапенко | Михайло Фоменко (до грудня 1993), Йожеф Сабо                                                                | 34         | 23         | 10         | 1          | 56         | 61         | 21         | +40        | [ 3 ]   |
| 1994—1995 | «Динамо»           | 3     | Олександр Шовковський, Валерій Воробйов, Андрій Ковтун, Сергій Беженар, Андрій Анненков, Юрій Дмитрулін, Сергій Леженцев, Сергій Шматоваленко, Владислав Ващук, Андрій Хомин,Олег Лужний, Дмитро Михайленко, Владислав Прудіус, Максим Деменко, Дмитро Топчієв, Юрій Калитвенцев, Сергій Коновалов, Сергій Мізін, Олександр Призетко, Сергій Скаченко, Володимир Шаран, Юрій Максимов, Євген Похлебаєв, Сергій Ребров, Сергій Ковалець, Віталій Косовський, Андрій Шевченко, Віктор Леоненко, Насер Аль-Саухі, Михайло Джишкаріані, Павло Шкапенко                                                                           | Йожеф Сабо (до грудня 1994), Володимир Онищенко (січень-квітень 1995), Микола Павлов (квітень-червень 1995) | 34         | 25         | 8          | 1          | 83         | 87         | 24         | +63        | [ 4 ]   |
| 1995—1996 | «Динамо»           | 4     | Олександр Шовковський, Андрій Ковтун, Сергій Беженар, Владислав Ващук, Андрій Хомин, Юрій Дмитрулін, Сергій Шматоваленко, Сергій Леженцев, Сергій Баланчук, Олександр Головко, Олег Лужний, Сергій Ребров, Віталій Косовський, Юрій Калитвенцев, Сергій Мізін, Євген Позлебаєв, Сергій Коновалов, Юрій Максимов, Матвій Николайчук, Сергій Скаченко, Ігор Костюк, Дмитро Михайленко, Андрій Шевченко, Віктор Леоненко, Павло Шкапенко | Йожеф Сабо                                                                                                  | 34         | 24         | 7          | 3          | 79         | 65         | 17         | +48        | [ 5 ]   |
| 1996—1997 | «Динамо»           | 5     | Олександр Шовковський, Ігор Кутепов, В'ячеслав Кернозенко, Сергій Шматоваленко, Олександр Головко, Сергій Беженар, Микола Волосянко, Юрій Дмитрулін, Олег Лужний, Владислав Ващук, Олександр Хацкевич, Андрій Гусін, Віталій Косовський, Юрій Калитвенцев, Дмитро Михайленко, Валентин Белькевич, Віталій Самойлов, Юрій Максимов, Сергій Ребров, Василь Кардаш, Ігор Костюк, Євген Позлебаєв, Віктор Леоненко, Павло Шкапенко, Сергій Даценко, Андрій Шевченко, Олексій Антюхін | Йожеф Сабо (до грудня 1996), Валерій Лобановський                                                           | 30         | 23         | 4          | 3          | 73         | 69         | 20         | +49        | [ 6 ]   |
| 1997—1998 | «Динамо»           | 6     | Олександр Шовковський, В'ячеслав Кернозенко, Андрій Несмачний, Олександр Головко, Владислав Ващук, Юрій Дмитрулін, Сергій Шматоваленко, Олег Лужний, Микола Волосянко, Сергій Федоров, Олександр Кирюхін, Сергій Беженар, Сергій Ребров, Каха Каладзе, Віталій Косовський, Дмитро Михайленко, Олексій Герасименко, Олександр Радченко, Олександр Хацкевич, Василь Кардаш, Володимир Ковалюк, Валентин Белькевич, Юрій Максимов, Андрій Гусін, Юрій Калитвенцев, Михайло Маковський, Андрій Шевченко, Володимир Маковський, Павло Шкапенко, Олександр Косирін, Олег Венглинський                                              | Валерій Лобановський                                                                                        | 30         | 23         | 3          | 4          | 72         | 70         | 15         | +55        | [ 7 ]   |
| 1998—1999 | «Динамо»           | 7     | Олександр Шовковський, В'ячеслав Кернозенко, Юрій Дмитрулін, Олександр Кирюхін, Владислав Ващук, Олег Лужний, Олександр Головко, Володимир Єзерський, Сергій Федоров, Віталій Косовський, Олексій Герасименко, Михайло Маковський, Олександр Радченко, Юрій Калитвенцев, Сергій Черняк, Валентин Белькевич, Сергій Кормильцев, Артем Яшкін, Андрій Гусін, Денис Онищенко, Каха Каладзе, Олександр Хацкевич, Сергій Коновалов, Дмитро Михайленко, Сергій Ребров, Василь Кардаш, Сергій Серебренников, Олег Венглинський, Володимир Маковський, Андрій Шевченко                                                                | Валерій Лобановський                                                                                        | 30         | 23         | 5          | 2          | 74         | 75         | 17         | +58        | [ 8 ]   |
| 1999—2000 | «Динамо»           | 8     | Олександр Шовковський, В'ячеслав Кернозенко, Владислав Ващук, Олександр Головко, Володимир Єзерський, Юрій Дмитрулін, Раміз Мамедов, Олександр Кирюхін, Андрій Несмачний, Сергій Федоров, Роман Максимюк, Дмитро Михайленко, Андрій Гусін, Олександр Радченко, Сергій Кормильцев, Юрій Целих, Артем Яшкін, Василь Кардаш, Сергій Коновалов, Олександр Хацкевич, Ігор Костюк, Олексій Герасименко, Каха Каладзе, Сергій Ребров, Віталій Косовський, Валентин Белькевич, Олег Венглинський, Сергій Серебренников, Олександр Косирін, Георгій Деметрадзе, Максим Шацьких                                                        | Валерій Лобановський                                                                                        | 30         | 27         | 3          | 0          | 84         | 85         | 18         | +67        | [ 9 ]   |
| 2000—2001 | «Динамо»           | 9     | Олександр Шовковський, В'ячеслав Кернозенко, Ілля Близнюк, Владислав Ващук, Боднар Ласло, Горан Гавранчич, Олександр Головко, Андрій Несмачний, Сергій Федоров, Юрій Дмитрулін, Геннадій Мороз, Олексій Герасименко, Каха Каладзе, Флорін Чернат, Віталій Косовський, Артем Яшкін, Дмитро Михайленко, Андрій Гусін, Георгі Пеєв, Олександр Хацкевич, Сергій Лисицький, Олександр Мелащенко, Василь Кардаш, Валентин Белькевич, Олег Венглинський, Сергій Серебренников, Георгій Деметрадзе, Максим Шацьких, Володимир Кузьмичьов                                                                                             | Валерій Лобановський                                                                                        | 26         | 20         | 4          | 2          | 64         | 58         | 17         | +41        | [ 10 ]  |
| 2001—2002 | «Шахтар»           | 1     | Войцех Ковалевський, Дмитро Шутков, Юрій Вірт, Ассан Н'Діає, Ігор Гюзелов, Данієль Кіріце, Предраг Оцоколич, Михайло Старостяк, Дайнюс Глевецкас, В'ячеслав Шевчук, Айзек Окоронкво, Сергій Попов, Данієль Флоря, Євген Бредун, Олег Пестряков, Муамер Вугдалич, Анатолій Тимощук, Віталій Абрамов, Маріуш Левандовський, Маріан Аліуце, Геннадій Зубов, Андрій Конюшенко, Олексій Бахарєв, Олексій Гай, Джуліус Агахова, Сергій Ателькін, Олексій Бєлік, Андрій Воробей | Невіо Скала                                                                                                 | 26         | 20         | 6          | 0          | 66         | 49         | 10         | +39        | [ 11 ]  |
| 2002—2003 | «Динамо»           | 10    | Олександр Шовковський, Віталій Рева, Горан Гавранчич, Бадр Ель-Каддурі, Андрій Несмачний, Владислав Ващук, Олександр Головко, Горан Саблич, Боднар Ласло, Сергій Федоров, Юрій Дмитрулін, Олександр Яценко, Андрій Гусін, Ігор Скоба, Флорін Чернат, Віталій Лисицький, Олександр Алієв, Олександр Радченко, Олександр Хацкевич, Єрко Леко, Георгі Пеєв, Тіберіу Гіоане, Діого Рінкон, Олександр Мелащенко, Валентин Белькевич, Лакі Ідахор, Артем Мілевський, Леандро Машаду, Максим Шацьких | Олексій Михайличенко                                                                                        | 30         | 23         | 4          | 3          | 73         | 66         | 20         | +46        | [ 12 ]  |
| 2003—2004 | «Динамо»           | 11    | Олександр Шовковський, Віталій Рева, Олександр Яценко, Алессандро, Горан Гавранчич, Сергій Федоров, Юрій Дмитрулін, Бадр Ель-Каддурі, Андрій Несмачний, Олександр Головко, Горан Саблич, Єрко Леко, Олександр Алієв, Руслан Бідненко, Денис Онищенко, Тіберіу Гіоане, Діого Рінкон, Андрій Гусін, Олександр Хацкевич, Аїла Юссуф, Периця Огненович, Валентин Белькевич, Олег Гусєв, Едгарас Чеснаускіс, Олександр Мелащенко, Георгі Пеєв, Флорін Чернат, Сергій Корниленко, Максим Шацьких, Артем Мілевський, Маріс Верпаковскіс, Клебер                                                                                     | Олексій Михайличенко                                                                                        | 30         | 23         | 4          | 3          | 73         | 68         | 20         | +48        | [ 13 ]  |
| 2004—2005 | «Шахтар»           | 2     | Ян Лаштувка, Дмитро Шутков, Стипе Плетикоса, Томаш Гюбшман, Іван, Резван Рац, Флавіус Стойкан, Ненад Лалатович, Данієль Флоря, Космін Беркеуан, Дмитро Молдован, Франселіну Матузалем, Ігор Дуляй, Олексій Бахарєв, Адріан Пуканич, Елано Блумер, Дарійо Срна, Звонимир Вукич, Денис Кулаков, Маріуш Левандовський, Жоао Батиста, Жадсон, Анатолій Тимощук, Джуліус Агахова, Олексій Бєлік, Брандау, Чипріан Маріка, Андрій Воробей | Мірча Луческу                                                                                               | 30         | 26         | 2          | 2          | 80         | 63         | 19         | +44        | [ 14 ]  |
| 2005—2006 | «Шахтар»           | 3     | Ян Лаштувка, Дмитро Шутков, Богдан Шуст, Флавіус Стойкан, Леонардо, В'ячеслав Шевчук, Ігор Коротецький, Космін Беркеуан, Дмитро Чигринський, Толга Сейхан, Резван Рац, Томаш Гюбшман, Елано Блумер, Франселіну Матузалем, Звонимир Вукич, Фернандінью, Дарійо Срна, Маріуш Левандовський, Жадсон, Анатолій Тимощук, Ігор Дуляй, Джуліус Агахова, Олексій Бєлік, Брандау, Чипріан Маріка, Андрій Воробей, Руслан Фомін | Мірча Луческу                                                                                               | 30         | 23         | 6          | 1          | 75         | 64         | 14         | +50        | [ 15 ]  |
| 2006—2007 | «Динамо»           | 12    | Олександр Шовковський, Тарас Луценко, Олекесандр Рибка, Горан Саблич, Давіт Імедашвілі, Кахабер Аладашвілі, Мар'ян Маркович, Владислав Ващук, Родолфо, Андрій Несмачний, Андрій Єщенко, Віталій Мандзюк, Горан Гавранчич, Родріго Балдассо, Бадр Ель-Каддурі, Олег Допілка, Карлос Корреа, Діого Рінкон, Олександр Алієв, Олег Гусєв, Тарас Михалик, Сергій Ребров, Тіберіу Гіоане, Вадим Мілько, Аїла Юссуф, Руслан Ротань, Валентин Белькевич, Микола Морозюк, Володимир Лисенко, Маріс Верпаковскіс, Отар Марцваладзе, Клебер, Милош Нинкович, Денис Олійник, Артем Кравець, Демба Туре, Артем Мілевський, Максим Шацьких | Анатолій Дем'яненко                                                                                         | 30         | 22         | 8          | 0          | 74         | 67         | 23         | +44        | [ 16 ]  |
| 2007—2008 | «Шахтар»           | 4     | Дмитро Шутков, Богдан Шуст, Андрій П'ятов, Томаш Гюбшман, Резван Рац, Ілсінью, Олександр Кучер, В'ячеслав Шевчук, Володимир Єзерський, Дмитро Чигринський, Володимир Прийомов, Звонимир Вукич, Жадсон, Ігор Дуляй, Дарійо Срна, Маріуш Левандовський, Олексій Полянський, Луїс Адріану, Вілліан, Олексій Гай, Фернандінью, Констянтин Кравченко, Крістіано Лукареллі, Брандау, Нері Кастільйо, Олекій Бєлік, Олександр Гладкий, Руслан Фомін, Чипріан Маріка, Сергій Ткаченко | Мірча Луческу                                                                                               | 30         | 24         | 4          | 2          | 74         | 75         | 24         | +51        | [ 17 ]  |

### Прем'єр-ліга (з 2008)
| Сезон     | Переможець турніру                                                                                                 | Титул | Гравці, задіяні за команду | Тренер | Статистика | Статистика | Статистика | Статистика | Статистика | Статистика | Статистика | Статистика | Виноски |
| Сезон     | Переможець турніру                                                                                                 | Титул | Гравці, задіяні за команду | Тренер | М | В | Н | П | О | З | Пр | Р | Виноски |
| --------- | --- | --- | --- | --- | --- | --- | --- | --- | --- | --- | --- | --- | --- |
| 2008—2009 | «Динамо» | 13 | Олександр Шовковський, Станіслав Богуш, Бадр Ель-Каддурі, Бетао, Віталій Мандзюк, Олег Допілка, Горан Саблич, Андрій Несмачний, Олександр Романчук, Роман Зозуля, Флорін Чернат, Сергій Кравченко, Олександр Алієв, Микола Морозюк, Олег Гусєв, Аїла Юссуф, Малхаз Асатіані, Тіберіу Гіоане, Пап Діакате, Роман Єременко, Франк Теміле, Тарас Михалик, Огнєн Вукоєвич, Карлос Корреа, Гільєрмі, Артем Мілевський, Артем Кравець, Андрій Ярмоленко, Ісмаель Бангура, Милош Нинкович, Максим Шацьких | Юрій Сьомін | 30 | 26 | 1 | 3 | 79 | 71 | 19 | +52 | [ 18 ] |
| 2009—2010 | «Шахтар» | 5 | Андрій П'ятов, Рустам Худжамов, Олександр Кучер, В'ячеслав Шевчук, Микола Іщенко, Резван Рац, Ілсінью, Дмитро Чигринський, Томаш Гюбшман, Віталій Віценець, Жадсон, Ігор Дуляй, Дарійо Срна, Констянтин Кравченко, Олександр Чижов, Олексій Полянський, Луїс Адріану, Дуглас Коста, Маріуш Левандовські, Вілліан, Ярослав Ракицький, Олексій Гай, Фернандінью, Алекс Тейшейра, Джуліус Агахова, Олександр Гладкий, Василь Кобін, Руслан Фомін | Мірча Луческу | 30 | 24 | 5 | 1 | 77 | 62 | 18 | +44 | [ 19 ] |
| 2010—2011 | «Шахтар» | 6 | Андрій П'ятов, Рустам Худжамов, Дмитро Чигринський, Сергій Кривцов, Микола Іщенко, Резван Рац, Томаш Гюбшман, В'ячеслав Шевчук, Олександр Кучер, Бруно Ренан, Вілліан, Ярослав Ракицький, Олексій Гай, Луїс Адріану, Алекс Тейшейра, Констянтин Кравченко, Віталій Віценець, Фернандінью, Тарас Степаненко, Дуглас Коста, Олександр Чижов, Жадсон, Дарійо Срна, Генріх Мхітарян, Марсело Морено, Джуліус Агахова, Едуардо, Олександр Гладкий, Василь Кобін | Мірча Луческу | 30 | 23 | 3 | 4 | 72 | 53 | 16 | +37 | [ 20 ] |
| 2011—2012 | «Шахтар» | 7 | Андрій П'ятов, Богдан Шуст, Олекесандр Рибка, Дмитро Чигринський, Сергій Кривцов, Резван Рац, Томаш Гюбшман, В'ячеслав Шевчук, Ілсінью, Олександр Кучер, Дарійо Срна, Вілліан, Ярослав Ракицький, Олексій Гай, Луїс Адріану, Алекс Тейшейра, Фернандінью, Дуглас Коста, Олександр Чижов, Алан Патрік, Жадсон, Роман Ємельянов, Тарас Степаненко, Генріх Мхітарян, Едуардо, Дентінью, Василь Кобін, Євген Селезньов | Мірча Луческу | 30 | 25 | 4 | 1 | 79 | 80 | 18 | +62 | [ 21 ] |
| 2012—2013 | «Шахтар» | 8 | Антон Каніболоцький, Андрій П'ятов, Богдан Шуст, Дмитро Чигринський, Олександр Кучер, Ісмаїлі, Сергій Кривцов, Томаш Гюбшман, Едуард Соболь, В'ячеслав Шевчук, Ілсінью, Резван Рац, Алан Патрік, Ярослав Ракицький, Вілліан, Фернандінью, Дарійо Срна, Дмитро Гречишкін, Луїс Адріану, Алекс Тейшейра, Олексій Гай, Дуглас Коста, Марко Девич, Тарас Степаненко, Василь Кобін, Майкон, Тайсон, Едуардо, Дентінью, Євген Селезньов, Генріх Мхітарян | Мірча Луческу | 30 | 25 | 4 | 1 | 79 | 82 | 18 | +64 | [ 22 ] |
| 2013—2014 | «Шахтар» | 9 | Антон Каніболоцький, Андрій П'ятов, Олександр Кучер, Ісмаїлі, Сергій Кривцов, Олександр Воловик, Томаш Гюбшман, Ілсінью, Едуард Соболь, В'ячеслав Шевчук, Дмитро Чигринський, Ярослав Ракицький, Дарійо Срна, Антон Шиндер, Дуглас Коста, Фред, Луїс Адріану, Алекс Тейшейра, Фернандо, Бернард, Тарас Степаненко, Веллінгтон Нем, Факундо Феррейра, Сергій Болбат, Василь Кобін, Майкон, Тайсон, Едуардо, Дентінью | Мірча Луческу | 30 | 22 | 2 | 5 | 68 | 69 | 23 | +46 | [ 23 ] |
| 2014—2015 | «Динамо» | 14 | Олександр Шовковський, Олександр Рибка, Артур Рудько, Даніло Сілва, Віторіну Антунеш, Александар Драгович, Домагой Віда, Микита Бурда, Євгеній Макаренко, Бетао, Євген Хачеріді, Мігел Велозу, Сергій Сидорчук, Сергій Рибалка, Денис Гармаш, Олег Гусєв, Євген Чумак, Віталій Буяльський, Владислав Калітвінцев, Юнес Беланда, Джермейн Ленс, Андрій Ярмоленко, Артем Кравець, Дьємерсі Мбокані, Лукаш Теодорчик | Сергій Ребров | 26 | 20 | 6 | 0 | 66 | 65 | 12 | +53 | [ 24 ] |
| 2015—2016 | «Динамо» | 15 | Олександр Шовковський, Олександр Рибка, Артур Рудько, Даніло Сілва, Микола Морозюк, Віторіну Антунеш, Александар Драгович, Домагой Віда, Євгеній Макаренко, Євген Хачеріді, Мігел Велозу, Олександр Яковенко, Радосав Петрович, Микита Корзун, Сергій Сидорчук, Сергій Рибалка, Денис Гармаш, Олег Гусєв, Дерліс Гонсалес, Віталій Буяльський, Валерій Федорчук, Сергій Мякушко, Андрій Ярмоленко, Жуніор Мораес, Лукаш Теодорчик | Сергій Ребров | 26 | 23 | 1 | 2 | 70 | 54 | 11 | +43 | [ 25 ] |
| 2016—2017 | «Шахтар» | 10 | Антон Каніболоцький, Андрій П'ятов, Микита Шевченко, Олег Кудрик, Богдан Бутко, Олександр Кучер, Ісмаїлі, Сергій Кривцов, Іван Ордець, Марсіу Асеведу, Ярослав Ракицький, Дарійо Срна, Марлос, Фред, Максим Малишев, В'ячеслав Танковський, Олександр Зубков, Бернард, Алан Патрік, Тарас Степаненко, Факундо Феррейра, Василь Кобін, Віктор Коваленко, Тайсон, Андрій Борячук, Дентінью, Густаво Бланко Лещук | Паулу Фонсека | 32 | 25 | 5 | 2 | 80 | 66 | 24 | +42 | [ 26 ] |
| 2017—2018 | «Шахтар» | 11 | Андрій П'ятов, Микита Шевченко, Ісмаїлі, Ярослав Ракицький, Богдан Бутко, Іван Ордець, Давид Хочолава, Сергій Кривцов, Дарійо Срна, Марсіу Асеведу, Микола Матвієнко, Додо Кордейро, Олександр Піхальонок, Марлос, Віктор Коваленко, Фред, Тарас Степаненко, Алан Патрік, Дентінью, Тайсон, Бернард, Іван Петряк, Олександр Зубков, Веллінгтон Нем, Максим Малишев, Дмитро Гречишкін, В'ячеслав Танковський, Факундо Феррейра, Густаво Бланко Лещук, Оларенважу Кайоде | Паулу Фонсека | 32 | 24 | 3 | 5 | 75 | 71 | 24 | +47 | [ 27 ] |
| 2018—2019 | «Шахтар» | 12 | Андрій П'ятов, Олег Кудрик, Анатолій Трубін, Ярослав Ракицький, Олексій Шевченко, Ісмаїлі, Валерій Бондаренко, Сергій Кривцов, Валерій Бондар, Богдан Бутко, Іван Ордець, Микола Матвієнко, Давид Хочолава, Марлос, Олександр Зубков, Максим Малишев, Олег Данченко, Алан Патрік, Тете, Тайсон, Тарас Степаненко, Андрій Тотовицький, Маркос Антоніо, Веллінгтон Нем, Манор Соломон, Віктор Коваленко, Данило Сікан, Дентінью, Маркіньйос Сіпріано, Артем Дудік, Майкон, Сергій Болбат, Жуніор Мораєш, Фернандо, Оларенважу Кайоде | Паулу Фонсека | 32 | 26 | 5 | 1 | 83 | 73 | 11 | +62 | [ 28 ] |
| 2019—2020 | «Шахтар» | 13 | Андрій П'ятов, Олексій Шевченко, Анатолій Трубін, Давид Хочолава, Вітао, Сергій Кривцов, Микола Матвієнко, Додо, Ісмаїлі, Валерій Бондар, Михайло Мудрик, Тайсон, Тарас Степаненко, Олександр Піхальонок, Тете, Віктор Коваленко, Артем Бондаренко, Маркос Антоніо, Марлос, Манор Соломон, Євген Коноплянка, Алан Патрік, Майкон, Жуніор Мораєш, Андрій Борячук, Фернандо, Сергій Болбат, Густаво Бланко Лещук, Дентіньо, Данило Сікан, Владислав Вакула, Маркіньос Сіпріано | Луїс Кастро | 32 | 26 | 4 | 2 | 82 | 80 | 26 | +54 | [ 29 ] |
| 2020—2021 | «Динамо» | 16 | Георгій Бущан, Денис Бойко, Руслан Нещерет, Тудор Белуце, Віталій Миколенко, Денис Попов, Томаш Кендзьора, Володимир Костевич, Сідклей, Артем Шабанов, Ілля Забарний, Олександр Тимчик, Олександр Сирота, Олександр Андрієвський, Богдан Леднєв, Володимир Шепелєв, Сергій Сидорчук, Беньямін Вербич, Віктор Циганков, Денис Гармаш, Віталій Буяльський, Микола Шапаренко, Артем Бесєдін, Клейтон, Карлос де Пена, Владислав Супряга, Георгій Цітаішвілі, Олександр Караваєв, Владислав Ванат, Артем Кравець, Фран Соль, Жерсон Родрігес, Назарій Русин, Міккель Дуеленд | Мірча Луческу | 26 | 20 | 5 | 1 | 65 | 59 | 15 | +44 | [ 30 ] |
| 2021—2022 | Розіграш прем'єр-ліги дочасно зупинений через російське вторгнення, чемпіонат завершився без офіційного переможця. | Розіграш прем'єр-ліги дочасно зупинений через російське вторгнення, чемпіонат завершився без офіційного переможця. | Розіграш прем'єр-ліги дочасно зупинений через російське вторгнення, чемпіонат завершився без офіційного переможця. | Розіграш прем'єр-ліги дочасно зупинений через російське вторгнення, чемпіонат завершився без офіційного переможця. | Розіграш прем'єр-ліги дочасно зупинений через російське вторгнення, чемпіонат завершився без офіційного переможця. | Розіграш прем'єр-ліги дочасно зупинений через російське вторгнення, чемпіонат завершився без офіційного переможця. | Розіграш прем'єр-ліги дочасно зупинений через російське вторгнення, чемпіонат завершився без офіційного переможця. | Розіграш прем'єр-ліги дочасно зупинений через російське вторгнення, чемпіонат завершився без офіційного переможця. | Розіграш прем'єр-ліги дочасно зупинений через російське вторгнення, чемпіонат завершився без офіційного переможця. | Розіграш прем'єр-ліги дочасно зупинений через російське вторгнення, чемпіонат завершився без офіційного переможця. | Розіграш прем'єр-ліги дочасно зупинений через російське вторгнення, чемпіонат завершився без офіційного переможця. | Розіграш прем'єр-ліги дочасно зупинений через російське вторгнення, чемпіонат завершився без офіційного переможця. | Розіграш прем'єр-ліги дочасно зупинений через російське вторгнення, чемпіонат завершився без офіційного переможця. |
| 2022—2023 | «Шахтар» | 14 | Андрій П'ятов, Олексій Шевченко, Тимур Пузанков, Анатолій Трубін, Дмитро Різник, Валерій Бондар, Гіоргі Гочолейшвілі, Сергій Кривцов, Богдан Михайліченко, Микола Матвієнко, Лукас Тейлор, Юхим Конопля, Едуард Козік, Мар'ян Фарина, Ярослав Ракицький, Віктор Корнієнко, Тарас Степаненко, Андрій Тотовицький, Георгій Судаков, Мар'ян Швед, Михайло Мудрик, Олександр Зубков, Дмитро Криськів, Невен Джурасек, Дмитро Топалов, Артем Бондаренко, Олег Очеретько, Єгор Назарина, Іван Петряк, Хусрав Тоіров, Лассіна Траоре, Данило Сікан, Кевін Келсі, Андрій Борячук | Ігор Йовичевич | 30 | 22 | 6 | 2 | 72 | 69 | 21 | +48 | [ 32 ] |
| 2023—2024 | «Шахтар» | 15 | Дмитро Різник, Анатолій Трубін, Андрій П'ятов, Тимур Пузанков, Денис Барченко, Артур Рудько, Денис Твардовський, Лукас Тейлор, Дмитро Чигиринський, Іраклі Азаров, Едуар Козік, Лука Лацабідзе, Ярослав Ракицький, Віктор Корнієнко, Новатус Міроші, Гіоргі Гочолейшвілі, Микола Огарков, Юхим Конопля, Мар'ян Фарина, Валерій Бондар, Микола Матвієнко, Педріньйо, Став Лемкін, Данило Удод, Олег Очеретько, Мар'ян Швед, Олексій Кащук, Невертон, Артем Бондаренко, Антон Глущенко, Деніл Кастільо, Тарас Степаненко, Єгор Назарина, Кевін, Хусрав Тоіров, Дмитро Топалов, Іван Петряк, Олександ Зубков, Марлон Гомес, Дмитро Криськів, Віктор Цуканов, Егіналдо, Георгій Судаков, Лассіна Траоре, Кевін Келсі, Бондан В'юнник, Данило Сікан | Маріно Пушич | 30 | 22 | 5 | 3 | 71 | 63 | 24 | +39 | [ 33 ] |
| 2024—2025 | «Динамо» | 17 | Георгій Бущан, Руслан Нещерет, Валентин Моргун, Костянтин Вівчаренко, Максим Дячук, Денис Попов, Олександр Тимчик, Валерій Лучкевич, Тарас Михавко, Крістіан Біловар, Владислав Дубінчак, Володимир Бражко, Андрій Ярмоленко, Назар Волошин, Микола Шапаренко, Валентин Рубчинський, Олександр Андрієвський, Олександр Караваєв, Владислав Кабаєв, Віталій Буяльський, Роман Саленко, Максим Брагару, Олександр Піхальонок, Микола Михайленко, Владислав Ванат, Едуардо Герреро, Матвій Пономаренко, Владислав Супряга, Джастін Лонвейк, Браян Себальйос, Навін Малиш | Олександр Шовковський                                                                                              | 30 | 20 | 10 | 0 | 70 | 61 | 19 | +42 | [ 34 ] |

## Статистика

### Загальна кількість чемпіонств
| Клуб     | Місто       | Кількість перемог | Сезони (роки) | На мапі                    |
| -------- | ----------- | ----------------- | --- | -------------------------- |
| «Динамо» | Київ        | 17                | 1992–93, 1993–94, 1994–95, 1995–96, 1996–97, 1997–98, 1998–99, 1999–00, 2000–01, 2002–03, 2003–04, 2006–07, 2008–09, 2014–15, 2015–16, 2020–21, 2024–25 | «Динамо» «Шахтар» «Таврія» |
| «Шахтар» | Донецьк     | 15                | 2001–02, 2004–05, 2005–06, 2007–08, 2009–10, 2010–11, 2011–12, 2012–13, 2013–14, 2016–17, 2017–18, 2018–19, 2019–20, 2022–23, 2023–24                   | «Динамо» «Шахтар» «Таврія» |
| «Таврія» | Сімферополь | 1                 | 1992 | «Динамо» «Шахтар» «Таврія» |

### За десятиліттями
| 1990-ті | Клуби    |
| 7       | «Динамо» |
| 1       | «Таврія» |

| 2000-ті | Клуби    |
| 6       | «Динамо» |
| 4       | «Шахтар» |

| 2010-ті | Клуби    |
| 8       | «Шахтар» |
| 2       | «Динамо» |
| 2020-ті | Клуби    |
| 3       | «Шахтар» |
| 1       | «Динамо» |

## Галерея

«Шахтар» в сезоні 2001—2002
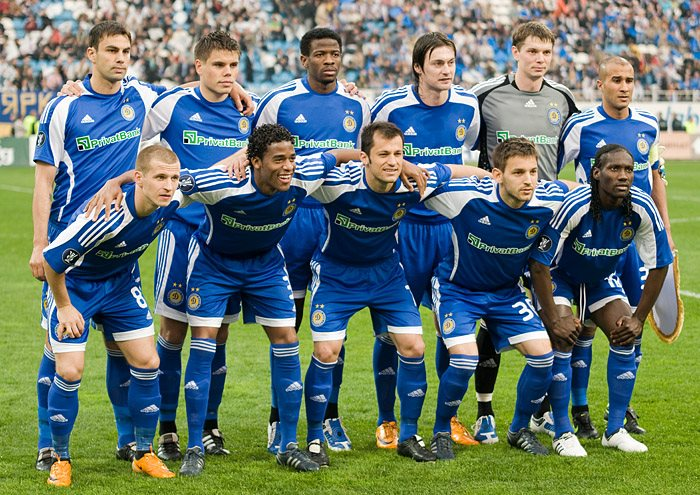
«Динамо» в сезоні 2008—2009
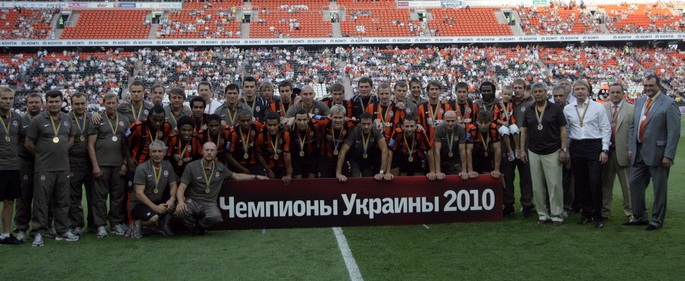
«Шахтар» в сезоні 2009—2010
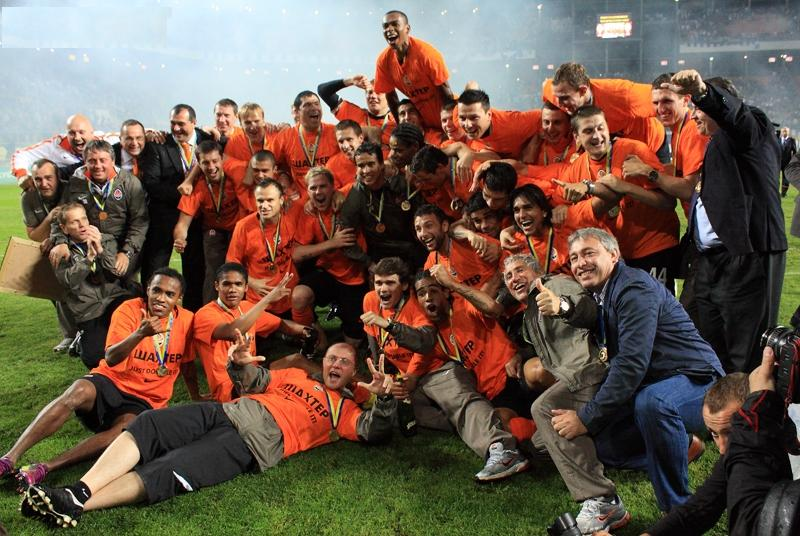
«Шахтар» в сезоні 2010—2011
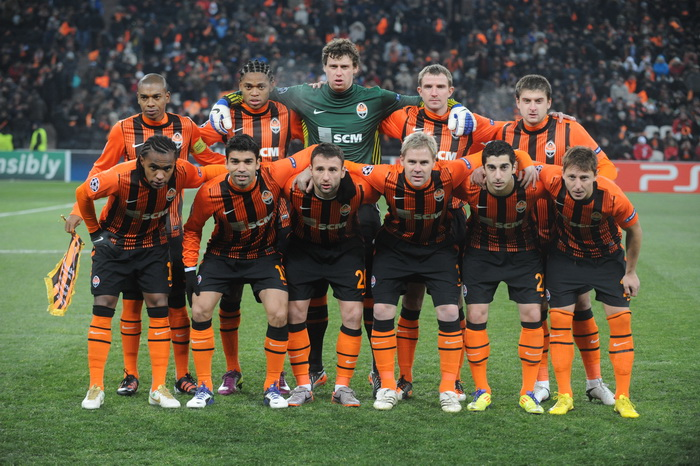
«Шахтар» в сезоні 2011—2012
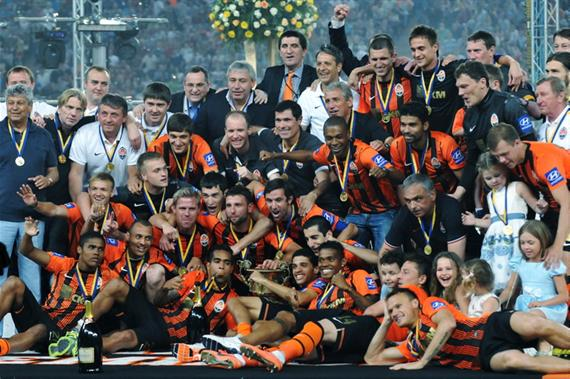
«Шахтар» в сезоні 2012—2013
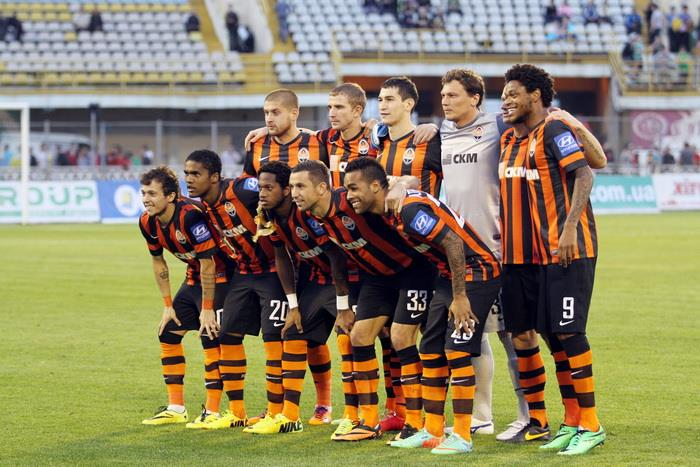
«Шахтар» в сезоні 2013—2014
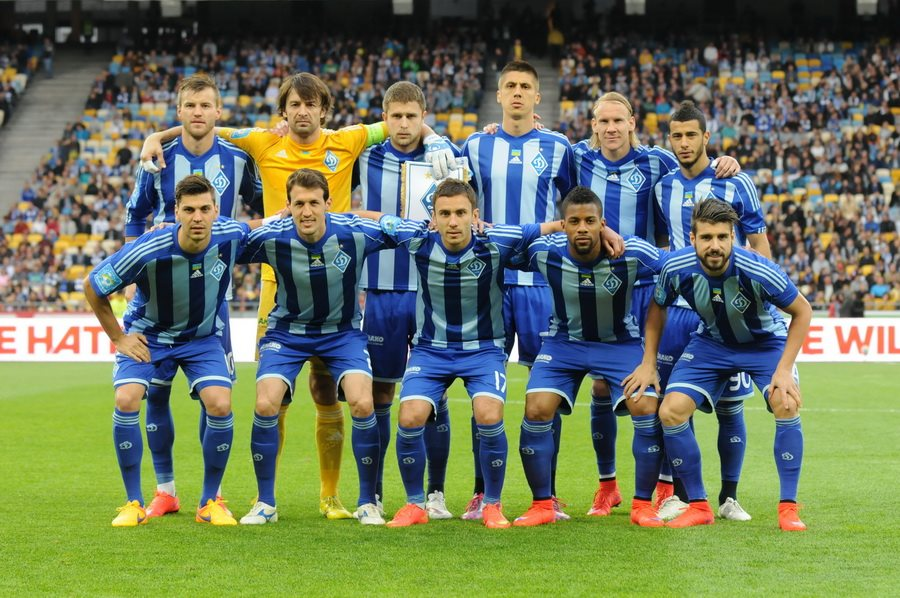
«Динамо» в сезоні 2014—2015
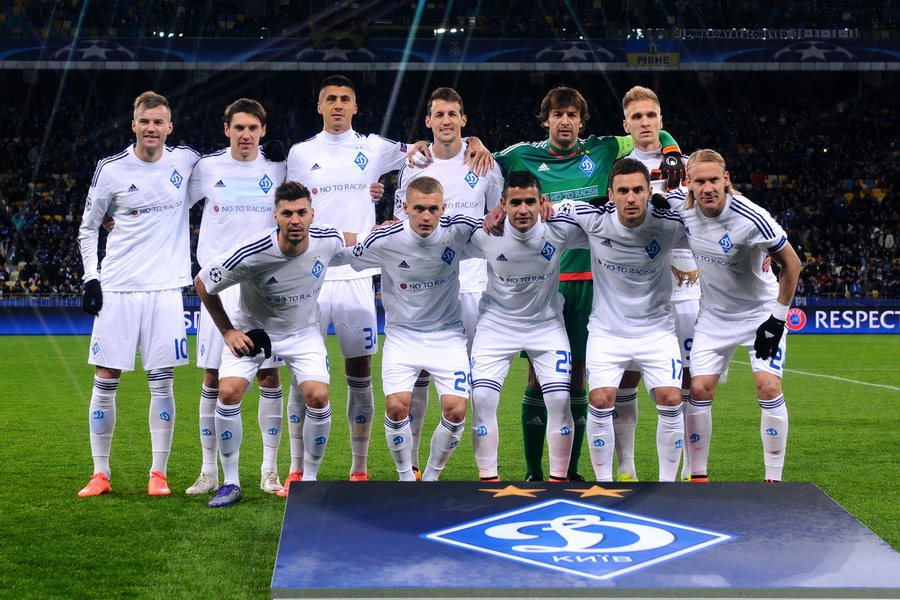
«Динамо» в сезоні 2015—2016
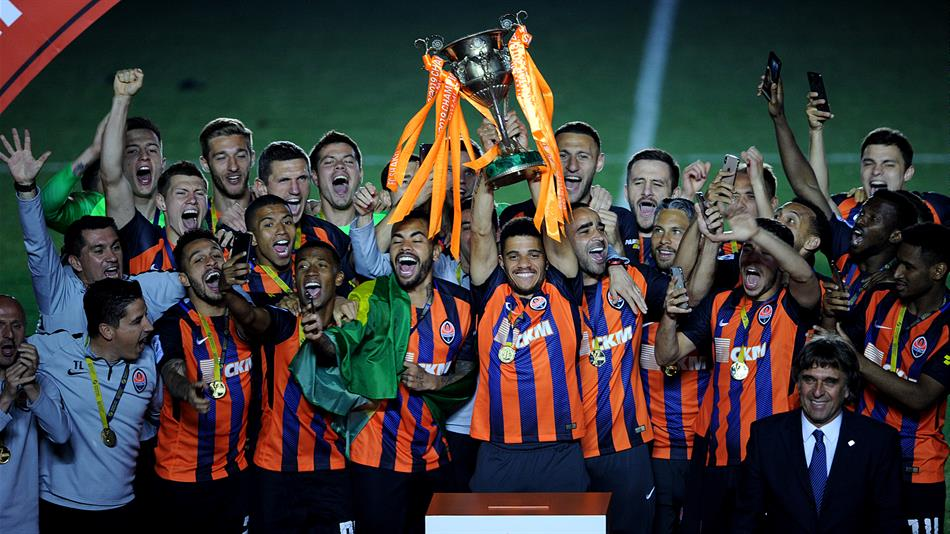
«Шахтар» з трофеєм чемпіона України 2019 року
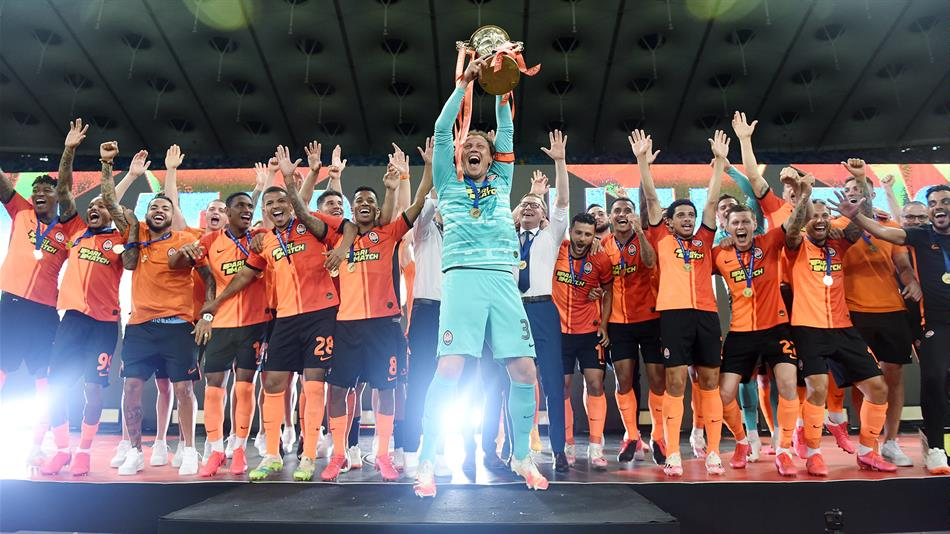
«Шахтар» з трофеєм чемпіона України 2020 року

## Виноски та коментарі

### Виноски
1. ↑  Ландер Ю. С. Футбол в Украине 1992. — Харьков, 1994. — С. 18. — (Футбол — история и статистика)(рос.)
2. ↑  Ландер Ю. С. Футбол в Украине 1992—1993. — Харьков, 1994. — С. 26. — (Футбол — история и статистика)(рос.)
3. ↑  Ландер Ю. С. Футбол в Украине 1993—1994. — Харьков, 1995. — С. 26. — (Футбол — история и статистика)(рос.)
4. ↑  Ландер Ю. С. Футбол в Украине 1994—1995. — Харьков, 1996. — С. 30. — (Футбол — история и статистика)(рос.)
5. ↑  Ландер Ю. С. Футбол в Украине 1995—1996. — Харьков, 1998. — С. 24. — (Футбол — история и статистика)(рос.)
6. ↑  Ландер Ю. С. Футбол в Украине 1996—1997. — Харьков, 1998. — С. 22. — (Футбол — история и статистика)(рос.)
7. ↑  Ландер Ю. С. Футбол в Украине 1997—1998. — Харьков, 1999. — С. 28. — (Футбол — история и статистика)(рос.)
8. ↑  Ландер Ю. С. Футбол в Украине 1998—1999. — Харьков, 2000. — С. 26. — (Футбол — история и статистика)(рос.)
9. ↑  Ландер Ю. С. Футбол в Украине 1999—2000. — Харьков, 2000. — С. 27. — (Футбол — история и статистика)(рос.)
10. ↑  Ландер Ю. С. Футбол в Украине 2000—2001. — Харьков, 2001. — С. 20. — (Футбол — история и статистика)(рос.)
11. ↑  Ландер Ю. С. Футбол в Украине 2001—2002. — Харьков, 2002. — С. 27. — (Футбол — история и статистика)(рос.)
12. ↑  Ландер Ю. С. Футбол в Украине 2002—2003. — Харьков, 2003. — С. 19. — (Футбол — история и статистика)(рос.)
13. ↑  Ландер Ю. С. Футбол в Украине 2003—2004. — Харьков, 2004. — С. 19. — (Футбол — история и статистика)(рос.)
14. ↑  Ландер Ю. С. Футбол в Украине 2004—2005. — Харьков, 2005. — С. 19. — (Футбол — история и статистика)(рос.)
15. ↑  Ландер Ю. С. Футбол в Украине 2005—2006. — Харьков, 2006. — С. 21. — (Футбол — история и статистика)(рос.)
16. ↑  Ландер Ю. С. Футбол в Украине 2006—2007. — Харьков, 2007. — С. 20. — (Футбол — история и статистика)(рос.)
17. ↑  Ландер Ю. С. Футбол в Украине 2007—2008. — Харьков, 2008. — С. 21. — (Футбол — история и статистика)(рос.)
18. ↑  Ландер Ю. С. Футбол в Украине 2008—2009. — Харьков, 2009. — С. 21. — (Футбол — история и статистика)(рос.)
19. ↑  Ландер Ю. С. Футбол в Украине 2009—2010. — Харьков, 2010. — С. 23. — (Футбол — история и статистика)(рос.)
20. ↑  Ландер Ю. С. Футбол в Украине 2010—2011. — Харьков, 2011. — С. 21. — (Футбол — история и статистика)(рос.)
21. ↑  Ландер Ю. С. Футбол в Украине 2011—2012. — Харьков, 2012. — С. 21. — (Футбол — история и статистика)(рос.)
22. ↑  Склад Шахтар Донецьк в сезоні 2012/2013. allplayers.in.ua. Allplayers.in.ua. Архів оригіналу за 17 липня 2014. Процитовано 17 червня 2014. [Архівовано 2014-07-17 у Wayback Machine.]
23. ↑  Склад Шахтар Донецьк в сезоні 2013/2014. allplayers.in.ua. Allplayers.in.ua. Архів оригіналу за 17 липня 2014. Процитовано 17 червня 2014. [Архівовано 2014-07-17 у Wayback Machine.]
24. ↑  Гравці «Динамо» Київ. офіційний сайт «Динамо». Архів оригіналу за 31 травня 2015. Процитовано 31 травня 2015. [Архівовано 2015-06-07 у Wayback Machine.]
25. ↑  Гравці «Динамо» Київ. Офіційний сайт «Динамо» Київ. Архів оригіналу за 18 травня 2016. Процитовано 18 травня 2016. [Архівовано 2016-05-18 у Wayback Machine.]
26. ↑  Склад Шахтар Донецьк в сезоні 2016/2017. allplayers.in.ua. Allplayers.in.ua. Архів оригіналу за 2 серпня 2019. Процитовано 15 березня 2018. [Архівовано 2019-08-02 у Wayback Machine.]
27. ↑  Склад Шахтар Донецьк в сезоні 2017/2018. allplayers.in.ua. Allplayers.in.ua. Архів оригіналу за 2 серпня 2019. Процитовано 2 серпня 2019. [Архівовано 2019-08-02 у Wayback Machine.]
28. ↑  Склад Шахтар Донецьк в сезоні 2018/2019. allplayers.in.ua. Allplayers.in.ua. Архів оригіналу за 2 серпня 2019. Процитовано 2 серпня 2019. [Архівовано 2019-08-02 у Wayback Machine.]
29. ↑  Склад Шахтар Донецьк в сезоні 2019/2020. allplayers.in.ua. Allplayers.in.ua. Архів оригіналу за 2 серпня 2019. Процитовано 7 листопада 2020. [Архівовано 2020-11-06 у Wayback Machine.]
30. ↑  Динамо. upl.ua. Архів оригіналу за 10 червня 2022. Процитовано 22 жовтня 2022. [Архівовано 2022-06-10 у Wayback Machine.]
31. ↑  Виконком УАФ затвердив рішення про дострокове завершення сезону УПЛ-2021/22. ТСН. Архів оригіналу за 30 травень 2022. Процитовано 8 червня 2022. [Архівовано 2022-05-30 у Wayback Machine.]
32. ↑  Зробили свій внесок: Мудрик та Кривцов отримають золоті медалі після чемпіонства Шахтаря в УПЛ. 24 Канал (укр.). 31 травня 2023. Процитовано 31 травня 2023. [Архівовано 2023-05-31 у Wayback Machine.]
33. ↑  Шахтар - склад 2023/2024, список гравців клубу. Tribuna.com. Процитовано 25 травня 2025.
34. ↑  Президент УПЛ та перший віцепрезидент УАФ нагородили «Динамо» золотими медалями. upl.ua. Процитовано 25 травня 2024.